# Adiutricem
Adiutricem – encyklika papieża Leona XIII opublikowana 5 września 1895 w bazylice św. Piotra w Rzymie, dotycząca modlitwy różańcowej.
W dokumencie tym papież wzywa wiernych do modlitwy różańcowej w intencji powrotu odłączonych braci z Kościołów wschodnich i o zgodę pomiędzy narodami. Encyklika jest medytacją na temat efektywności i owoców modlitwy różańcowej. Papież zatrzymał się też nad tematem pobożności maryjnej jako środkiem do promocji jedności w Kościele. Specjalnym tytułem, do którego używania zachęca Leon XIII, jest wezwanie: Mistrzyni i Królowej Apostołów.